# Fonts Mzima
Les fonts Mzima (en anglès, Mzima Springs) són una sèrie de quatre fonts naturals situades a Tsavo West National Park de Kenya a uns 48 km de Mtito Andei. L'origen de les fonts és un embassament natural als turons Chyulu Hills situats al nord. La serralada Chyulu és volcànica i és massa porosa per sostenir rius però l'aigua de pluja s'infiltra. Dos km més enllà de les fonts, el torrent d'aigua que es forma queda blocat per la lava solidificada i torna a desaparèixer sota la superfície.
Mzima és una de les atraccions sobre la vida silvestre més populars de Kenya, hi ha cocodrils i hipopòtams. Entre les plantes hi ha espècies de figueres i el Syzygium guineese.
L'any 2009, Mzima va patir una secada perllongada que va ser catastròfica per la vida silvestre. Els herbassars es van convertir en un desert i els hipopòtams van passar tanta gana que van morir. El setembre de 2009 només en quedaven cinc.
Mzima Springs, Marere, i Tiwi al Comtat Kwale proporcionen aigua a les zones costaneres de Kenya (després de Baaricho que dona 90 milions de litres per dia). Aquestes tres fonts proporcionen 20 milions de litres d'aigua per dia a les poblacions de Voi, Mariakani, i la Costa Sud.